# Aline Brosh McKenna

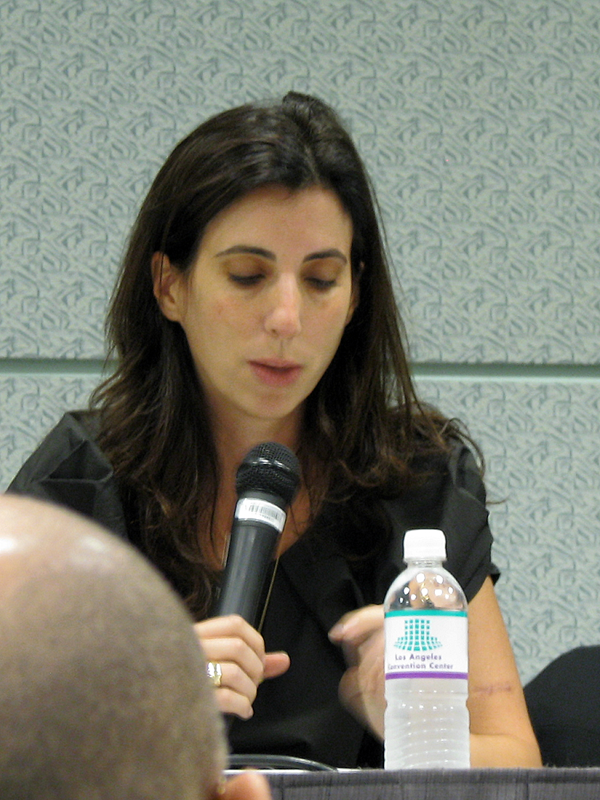
Aline Brosh McKenna (2008)

Aline Brosh McKenna (* 2. August 1967 in Frankreich) ist eine US-amerikanische Drehbuchautorin.

## Leben
Aline Brosh McKenna wurde als Tochter einer Französin und eines israelischen Ingenieurs in Frankreich geboren. Sie wuchs in New Jersey, wo sie unter anderem in Fort Lee, Demarest und Montvale wohnte, auf. Nach ihrem Abschluss an der Saddle River Day School und Harvard University versuchte sie, einen Job im Verlagswesen zu erhalten. Während dieser Zeit besuchte sie einen sechswöchigen Kurs zum Drehbuchschreiben an der New York University. Ihr erstes verfilmtes Drehbuch war die 1999 von Damon Santostefano inszenierte Filmkomödie Ein Date zu dritt mit Matthew Perry, Neve Campbell und Dylan McDermott in den Hauptrollen.

## Filmografie
- 1999: Ein Date zu dritt (Three to Tango)
- 2004: Laws of Attraction
- 2006: Der Teufel trägt Prada (The Devil Wears Prada)
- 2008: 27 Dresses
- 2010: Morning Glory
- 2011: Der ganz normale Wahnsinn – Working Mum (I Don’t Know How She Does It)
- 2011: Wir kaufen einen Zoo (We Bought a Zoo)
- 2014: Annie
- 2015–2019: Crazy Ex-Girlfriend (Fernsehserie, Schöpferin)
- 2021: Cruella